# Emily Escobedo
Emily Escobedo (New Rochelle, 17 de diciembre de 1995) es una deportista estadounidense que compite en natación, especialista en el estilo braza. Ganó una medalla de oro en el Campeonato Mundial de Natación en Piscina Corta de 2021, en la prueba de 200 m braza.

## Palmarés internacional
| Campeonato Mundial en Piscina Corta | Campeonato Mundial en Piscina Corta | Campeonato Mundial en Piscina Corta | Campeonato Mundial en Piscina Corta |
| Año                                 | Lugar                               | Medalla                             | Prueba                              |
| ----------------------------------- | ----------------------------------- | ----------------------------------- | ----------------------------------- |
| 2021                                | Abu Dabi (EAU)                      | Medalla de oro                      | 200 m braza                         |